# Гарпія новогвінейська
Новогвінейська гарпія (Harpyopsis novaeguineae) — великий хижий птах. Загальна довжина дорослих особин коливається від 75 до 90 см. Відносно короткий, але широкий розмах крил, як очікується у лісових хижих птахів, становить від 121 до 157 см; самиця більша за самця з різницею в розмірі до 34%. Маса тіла — від 1,6 до 2,4 кг. У будь-якому віці це сірувато-коричневого забарвлення хижаки з кремовою нижньою частиною. Дорослі також мають нечіткі темні смуги знизу. Це ендемічний вид для Нової Гвінеї, і іноді його можна зустріти по всьому острову. Це лісовий вид, який зазвичай зустрічається у зрілих тропічних лісах. Це досить маловідомий вид; проте відомо, що він полює на широкий спектр здобичі, ймовірно, на ссавців і птахів від малих до досить великих розмірів. Новогвінейська гарпія є напрочуд швидким і спритним наземним пташиним хижаком і здатний переслідувати здобич на лісовій підстилці. Те невелике дослідження, яке було проведено щодо його звичок розмноження, свідчить про те, що він гніздиться у великому лісовому дереві, можливо, раз на два роки. Новогвінейська гарпія, ймовірно, нечисленна у природі й перебуває під загрозою знищення середовища існування через вирубку лісів, а також полювання. Через невелику популяцію, яка скорочується, цей вид був класифікований МСОП як вразливий.